# 셀트리온
셀트리온은 대한민국의 종합 생명공학 기업이다.
셀트리온은 항체 의약품을 만드는 생명공학 기업이다. 2002년 의약품 CMO(위탁생산) 사업으로 시작하였다. 2009년에는 다수의 바이오시밀러 제품의 개발, 임상, 판매 허가를 진행하였다.

## 의약 제품
2015년 세계 최초로 단일클론 항체 바이오시밀러이자 자가면역질환 치료제인 '램시마'를 유럽에 출시했다. 램시마는 존슨앤드존슨의 레미케이드(Remicade)를 복제한 바이오시밀러이다. 2016년에는 미국 식품의약국에 허가를 받는다. 램시마의 미국 시장점유율 예상 목표치는 2018년 10%, 2020년 이후 35%이다. 2018년 1월 기준으로 미국을 비롯해 83개국에서 판매 허가를 받은 상태이다. 램시마의 유럽시장 점유율은 50%를 돌파했으며, 누적 처방 환자 수는 2016년 10만 명을 넘어섰다. 다국적 제약사들이 예견하지 못했던 항체 바이오시밀러라는 새로운 시장을 만들어내고 선점한 것이다. 2017년 중국 식품약품감독관리국으로부터 램시마 임상시험을 승인 받았다. 이후 중국 대형 바이오제약사인 타슬리제약그룹과 합자법인을 설립하고 중국에 내수용 의약품 완제 생산 공장을 설립해 바이오시밀러 의약 제품을 판매할 계획이다. 2018년 1월, 환자가 직접 주사할 수 있도록 편의성을 높인 램시마 피하주사(SC)제형으로 임상 3상이 진행 중이다.
이 밖에도 비호지킨림프종 치료제인 '트룩시마', 유방암 치료제인 '허쥬마'를 만들어 세계 의약 시장을 공략하고 있다. 류머티스 관절염·대장암·호흡기 질환·직장암·결장암의 바이오시밀러 의약품도 보유하고 있다. 종합인플루엔자 항체신약 'CT-P27'과 대장암 치료제 아바스틴의 바이오시밀러 'CT-P16' 임상도 진행하고 있다. 2017년 예상 매출액은 9,487억 원이었는데 대부분 바이오시밀러가 차지하였다. 영업이익은 4,960억 원으로 추정한다.
2018년 기준으로 셀트리온은 의약품을 만드는 '셀트리온'과 대한민국 이외 국가 판매를 담당하는 '셀트리온헬스케어', 대한민국 내의 판매를 담당하는 '셀트리온제약'으로 구성되어 있다.

## 연혁
- 1991년 2월 - 주식회사 동양연구화학 설립
- 2000년 12월 - 주식회사 오알켐으로 상호변경
- 2008년 6월 - 시피유 분리
- 2008년 8월 - 셀트리온과 합병, 셀트리온 사명변경
- 2009년 12월 - 오알켐 분리
- 2017년 12월 - 中 제약회사 천진천사력제약그룹유한공사(영어: Tasly Pharmaceutical Group Co., Ltd.)와 양해각서(MOU) 제휴
- 2018년 2월 - 코스피 이전상장
- 2025년 미국 공장 착공[4]

## 같이 보기
- 마크로젠